# 1406
1406. је била проста година.

## Догађаји
- Након смрти српског патријарха Саве V, за новог поглавара Српске патријаршије изабран је патријарх Данило IV.

## Рођења
- Википедија:Непознат датум — Фра Филипо Липи - италијански ренесансни сликар,

## Смрти
- 4. април — Роберт III Шкотски, шкотски краљ